# Luigi Peruzzotti
Luigi Carlo Maria Peruzzotti (Gallarate, 12 ottobre 1952) è un politico italiano.

## Biografia
È stato senatore della Repubblica dal 1994 al 2006, partecipando con la sua attività versatile a numerose commissioni parlamentari riguardanti le tematiche di ordine e sicurezza pubblica, di difesa, di lavori pubblici e comunicazioni,  nonché di lavoro, previdenza sociale e giustizia.
Nel corso delle tre legislature (XII-XIII e XIV) è stato membro della 4ª Commissione parlamentare permanente Difesa dal 1994 al 2006 e della Commissione parlamentare d'Inchiesta sul fenomeno della criminalità organizzata mafiosa e delle altre associazioni criminali similari, di cui è stato coordinatore del Comitato sullo studio delle mafie del Nord.
Dal 1999 al 2001 è stato membro della Commissione parlamentare per l'indirizzo generale e la vigilanza dei servizi radiotelevisivi e, nel corso della XII legislatura, dell'8^ Commissione parlamentare permanente Lavori pubblici e comunicazioni, della 10ª Commissione parlamentare permanente Industria, commercio e turismo e della 11ª Commissione parlamentare permanente Lavoro e previdenza sociale.
Dal 2001 al 2006 è stato membro dell'Ufficio di Presidenza del Senato della Repubblica.
Dal 2006 al 2008 ha coordinato l'Ufficio legislativo del gruppo parlamentare Lega Nord alla Camera dei Deputati. Dal 2008 al 2013 ha ricoperto l'incarico di Consigliere del Ministro dell'Interno per le politiche dello sviluppo delle condizioni di legalità e sicurezza del territorio. In tale ambito, su designazione del Ministro, è stato chiamato a far parte dei seguenti tavoli di lavoro in materia di sicurezza:
- Comitato di Analisi per la Sicurezza delle Manifestazioni Sportive (CASMS), che svolge un'intensa e delicata attività di analisi, finalizzata a conferire massima efficacia alle misure di prevenzione e contrasto al fenomeno della violenza in occasione di manifestazioni sportive;
- Unità Informativa Scommesse Sportive (UISS), costituita per il contrasto del fenomeno della corruzione e delle scommesse illecite nelle competizioni sportive ed ippiche, nonché della penetrazione, nel settore delle associazioni criminali;
- Con Decreto del Presidente del Consiglio dei Ministri è stato nominato componente dell'Osservatorio Nazionale dell'Impiantistica sportiva, organismo di supporto tecnico-scientifico, volto all'elaborazione delle politiche nazionali dello sport presso la Presidenza del Consiglio.

Dal dicembre 2011 al dicembre 2012 ha svolto attività di consulenza in materia di sicurezza operativa e di tutela della collettività nel quadro dei compiti istituzionali del Dipartimento dei Vigili del Fuoco.
È stato consigliere del Comune di Somma Lombardo (VA) dal 1990 al 2015, occupandosi di tematiche del territorio aventi riflesso sulle politiche sociali, ordine e sicurezza, nonché di opere pubbliche.
È tra i fondatori del Corpo Nazionale dei Volontari del Soccorso di Gallarate (VA), svolgendo attività di volontariato per il soccorso dal 1975 al 1986.
È Ufficiale al Merito della Repubblica Italiana dal 2/06/2008 e dal 2/06/2012 è Commendatore al Merito della Repubblica Italiana.
Dal 2013 al 2018 è stato Consigliere del Presidente del Comitato Parlamentare per la Sicurezza della Repubblica (COPASIR).
Dal 2018 al 2019 entra a far parte della segreteria del Ministro dell’Interno Matteo Salvini. 
Dal 2023 collabora con il Ministro dell’Interno Matteo Piantedosi. 